# 樊伉
樊 伉（はん こう、生年不詳 - 紀元前180年）は、前漢の人。舞陽侯（在位 紀元前188年 - 紀元前180年）。
父は樊噲で、高祖劉邦が庶民の頃から付き従い、舞陽侯に封じられた。母は呂嬃で、劉邦の妻の高后呂雉の妹。恵帝6年（紀元前189年）に樊噲が死ぬと、恵帝7年（紀元前188年）に樊伉が後を継いで舞陽侯となった。そのとき高祖は既になく、高后が政治の実権を握っており、樊伉の母もその権力にあずかった。高后8年（紀元前180年）7月に高后が死ぬと、9月に漢の大臣が呂氏を滅ぼし、樊伉もこのとき殺された（呂氏の乱）。